# Cambroraster falcatus
Cambroraster falcatus (лат., возможное русское название — серповидный камброрастер) — вид ископаемых хищных членистоногих из монотипического рода Cambroraster (возможное русское название — камброрастеры) класса динокарид, описанный в 2019 году Джо Мойсюком (Joseph Moysiuk), руководителем исследования, сотрудником Торонтского университета и Жан-Бернаром Кароном из Королевского музея Онтарио, руководителем экспедиции, обнаружившей окаменелости летом 2018 года. Первые находки Cambroraster были сделаны в 2012 году. Входит в семейство Hurdiidae отряда Radiodonta. Динокарида жила во времена в среднекембрийской эпохи (около 500 млн лет назад).
Сотни образцов были найдены в 2018 году в сланцах Бёрджес в Скалистых горах на территории провинции Британская Колумбия в Канаде. Являлось крупным животным для своей эпохи, длиной до 30 см. Имело экзоскелет — большой щитообразный панцирь, покрывавший голову. Глубокие впадины в панцире вмещали обращённые вверх глаза. Мог использовать панцирь для вспахивания ила и поднятия осадка. Граблеобразными когтями просеивал осадок. Ротовая полость снабжена зубами.
Название виду было дано из-за визуального сходства панциря с космическим кораблём «Тысячелетний сокол» (Millennium Falcon) из вселенной «Звёздных войн».